# Taipei chinois aux Jeux olympiques d'été de 2024
Taïwan, sous le nom de Taipei chinois, participe aux Jeux olympiques de 2024 à Paris. Il s'agit de sa 11e participation à des Jeux olympiques d'été.

## Cérémonies
Le 21 juillet 2024, le B-boy Sun Zhen et la joueuse de badminton Tai Tzu-ying sont nommés porte-drapeaux de la délégation taïwanaise pour la cérémonie d'ouverture des Jeux olympiques.
Lors de la cérémonie de clôture, la boxeuse Lin Yu-ting et l'athlète Yang Chun-han sont les porte-drapeaux.

## Athlètes

### Délégation

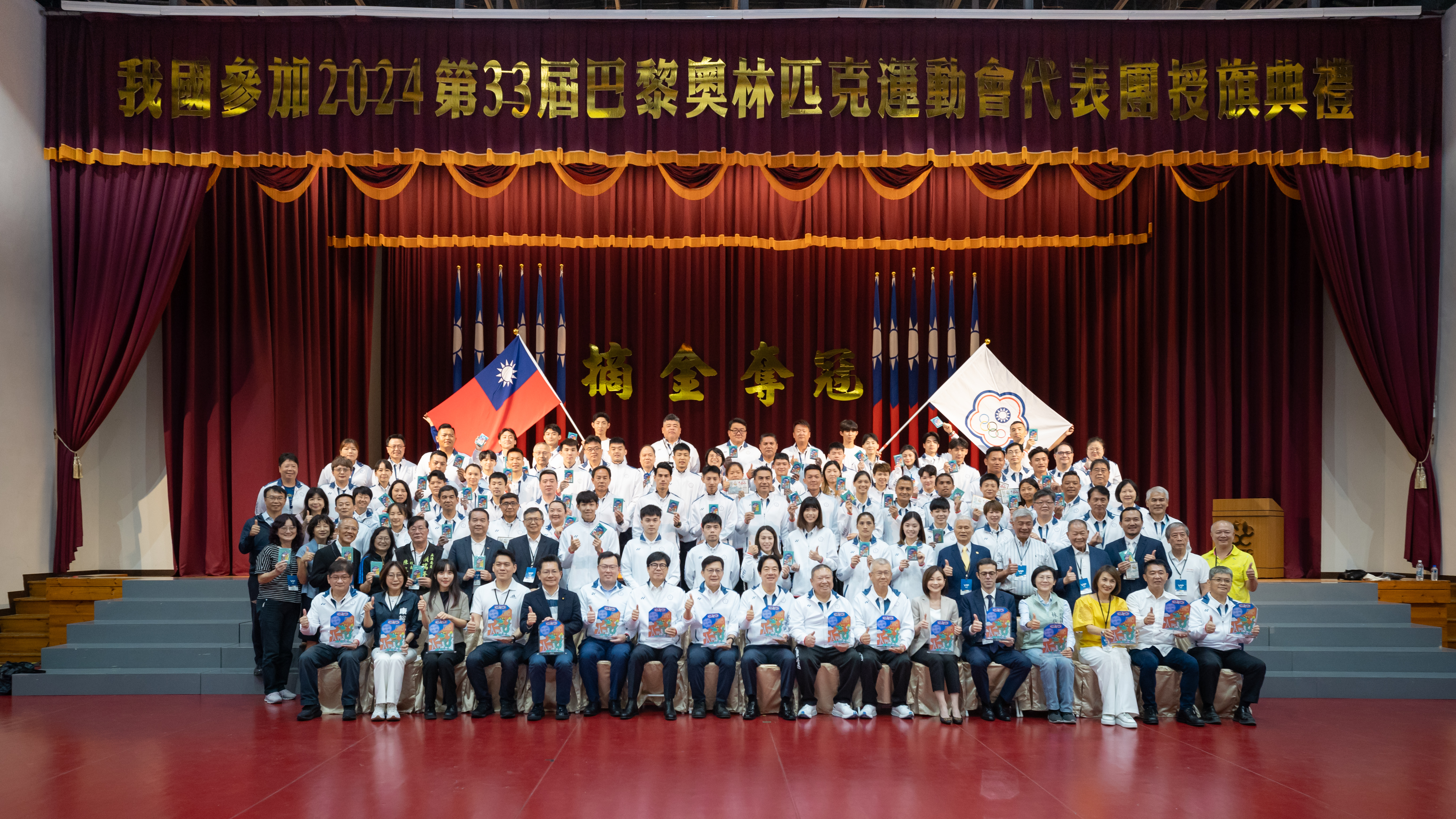
Délégation de Taipei chinois, rassemblée le 9 7 2024 lors d'une réception en présence du président Lai Ching-te.

La délégation taïwanaise comprend 60 athlètes, respectivement 26 et 34 en catégorie masculine et féminine, inscrits dans 16 sports olympiques,.
| Sport           | Hommes | Femmes | Total |
| --------------- | ------ | ------ | ----- |
| Athlétisme      | 3      | 1      | 4     |
| Badminton       | 4      | 2      | 6     |
| Boxe            | 2      | 4      | 6     |
| Breaking        | 1      | 0      | 1     |
| Canoë-kayak     | 2      | 1      | 3     |
| Escrime         | 1      | 0      | 1     |
| Golf            | 2      | 2      | 4     |
| Gymnastique     | 1      | 1      | 2     |
| Haltérophilie   | 0      | 3      | 3     |
| Judo            | 1      | 2      | 3     |
| Natation        | 1      | 1      | 2     |
| Taekwondo       | 0      | 1      | 1     |
| Tennis          | 0      | 4      | 4     |
| Tennis de table | 3      | 3      | 6     |
| Tir             | 2      | 6      | 8     |
| Tir à l'arc     | 3      | 3      | 6     |
| Total           | 26     | 34     | 60    |

### Athlètes médaillés
| Sport     | Discipline / Épreuve | Athlète(s)            | Performance                  | Date    |
| --------- | -------------------- | --------------------- | ---------------------------- | ------- |
| Badminton | Double hommes        | Lee Yang Wang Chi-lin | 2 - 1 contre Liang / Wang    | 4 août  |
| Boxe      | Poids plumes femmes  | Lin Yu-ting           | 5 - 0 contre Julia Szeremeta | 10 août |

| Sport                  | Discipline / Épreuve  | Athlète(s)     | Performance             | Date   |
| ---------------------- | --------------------- | -------------- | ----------------------- | ------ |
| Tir                    | Skeet hommes          | Lee Meng-yuan  | 45 points               | 3 août |
| Boxe                   | Poids légers femmes   | Wu Shih-yi     | 1 - 4 contre Yang Wenlu | 3 août |
| Boxe                   | Poids welters femmes  | Chen Nien-chin | 1 - 4 contre Yang Liu   | 6 août |
| Gymnastique artistique | Barre fixe hommes     | Tang Chia-hung | 13,966 points           | 5 août |
| Haltérophilie          | Moins de 59 kg femmes | Kuo Hsing-chun | 235 kg                  | 8 août |

- Présentation des athlètes au palais présidentiel de Taipei, le 16 août 2024[note 1].

Présentation des athlètes au palais présidentiel de Taipei, le 16 8 2024.
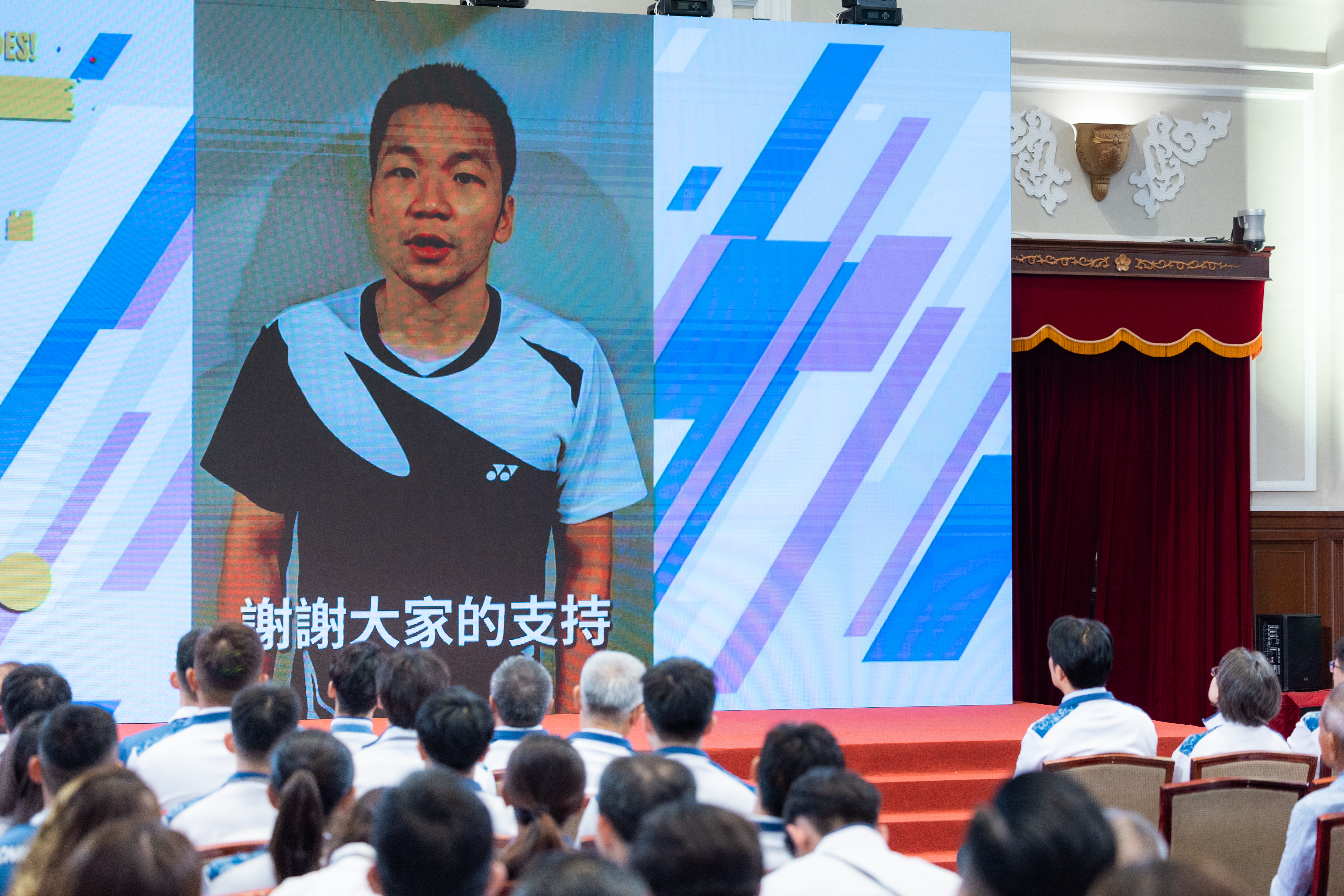
Lee Yang, médaillé d'or en badminton.
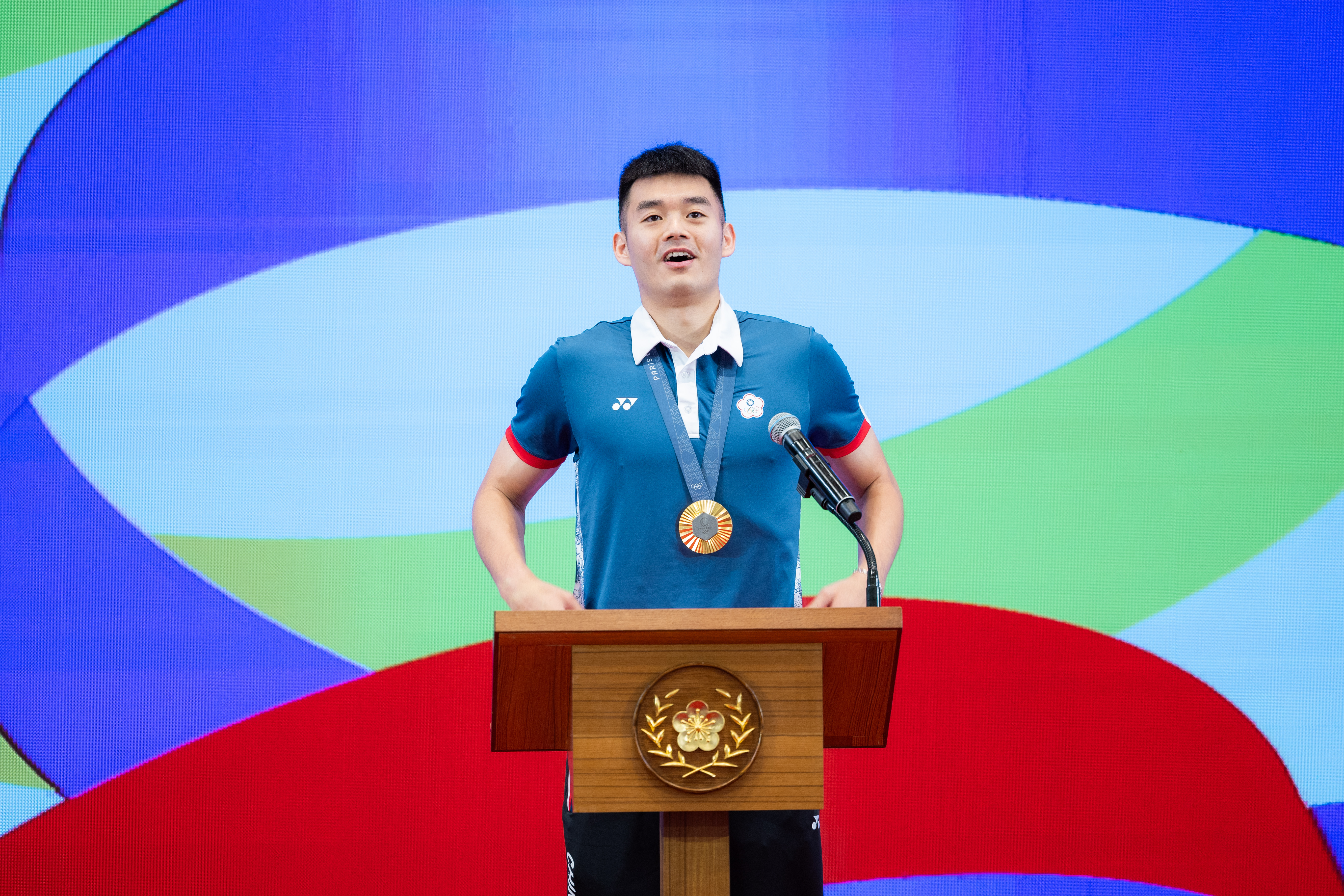
Wang Chi-lin, médaillé d'or en badminton.
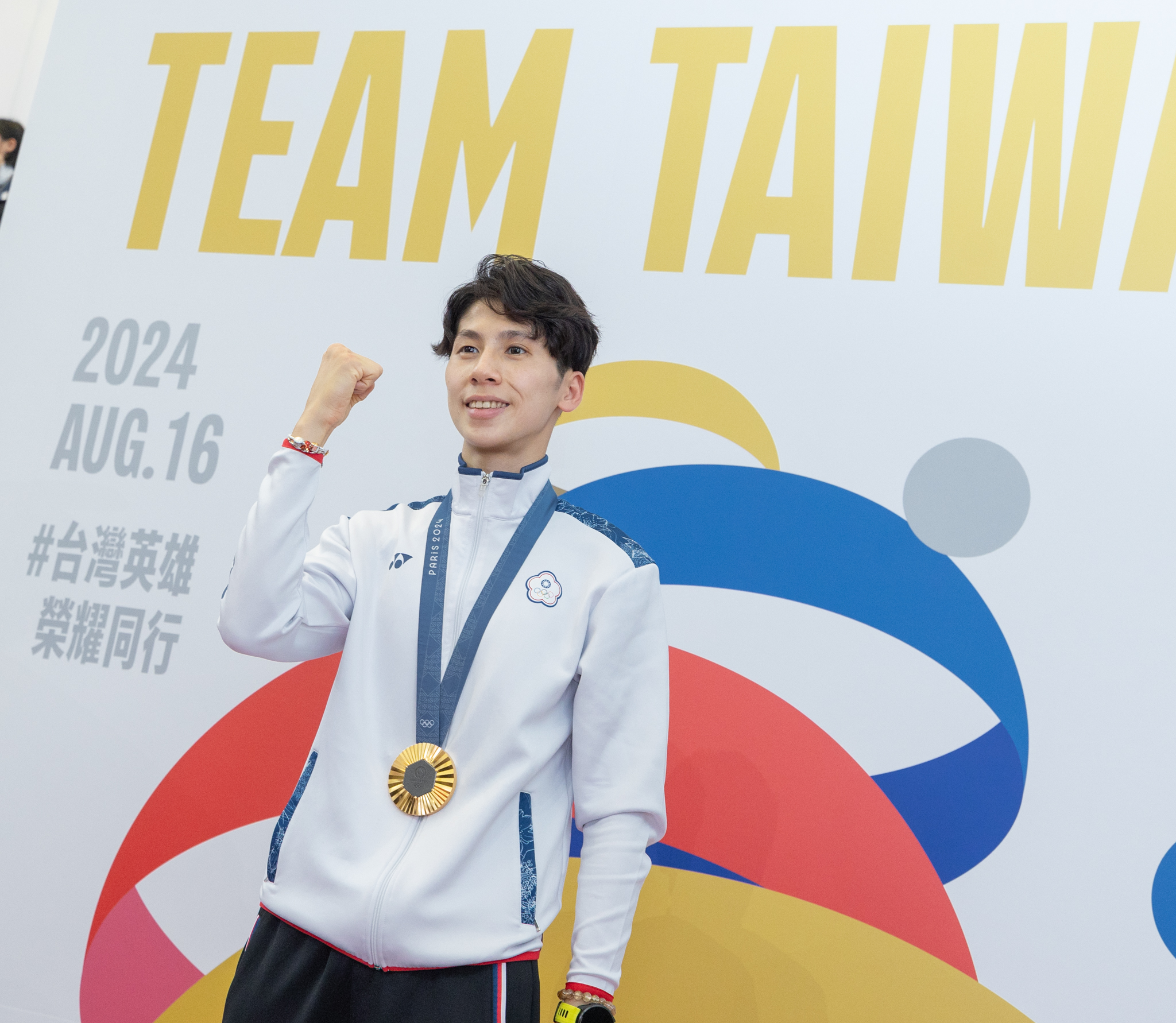
Lin Yu-ting, médaillée d'or en boxe.
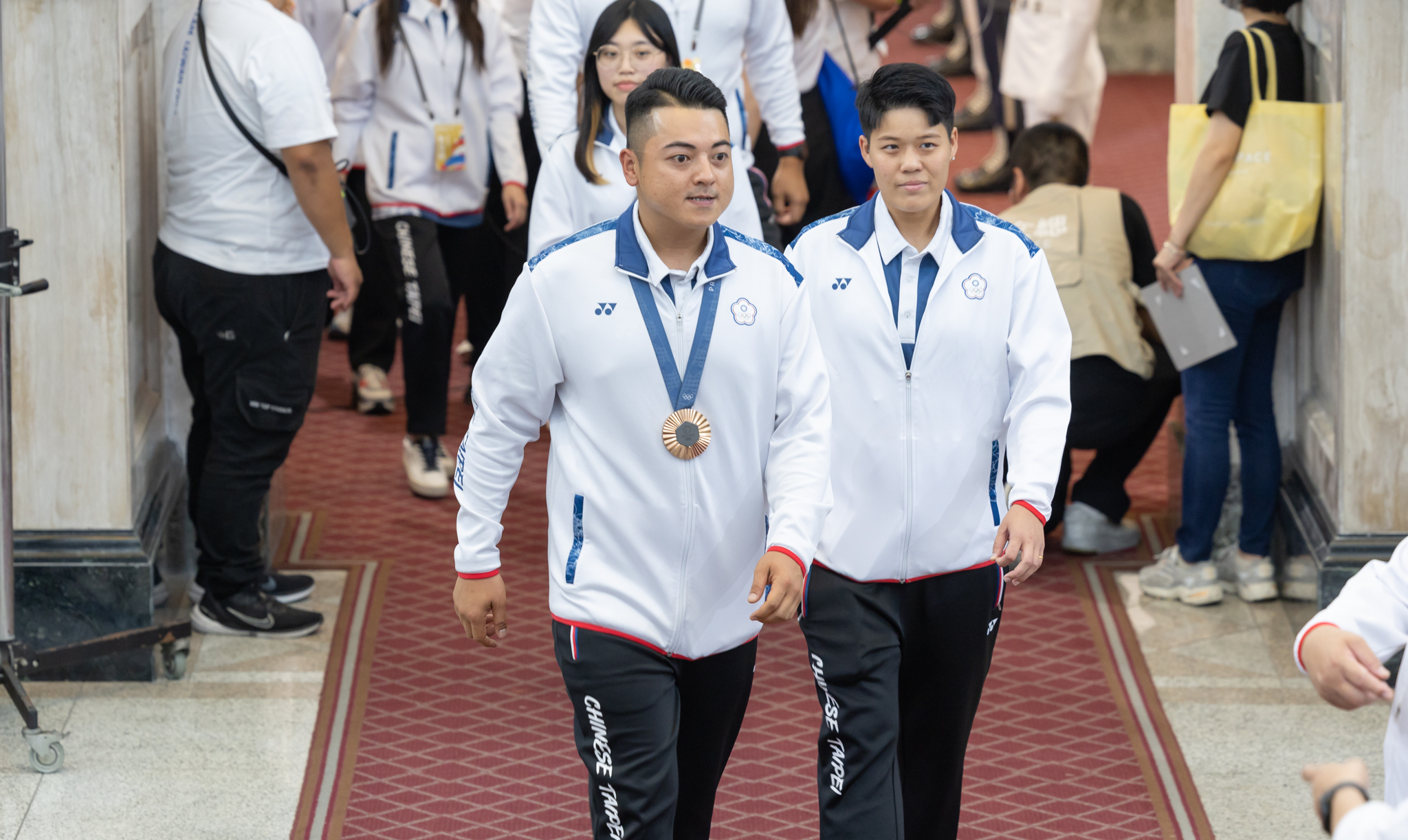
Lee Meng-yuan, médaillé de bronze en tir.
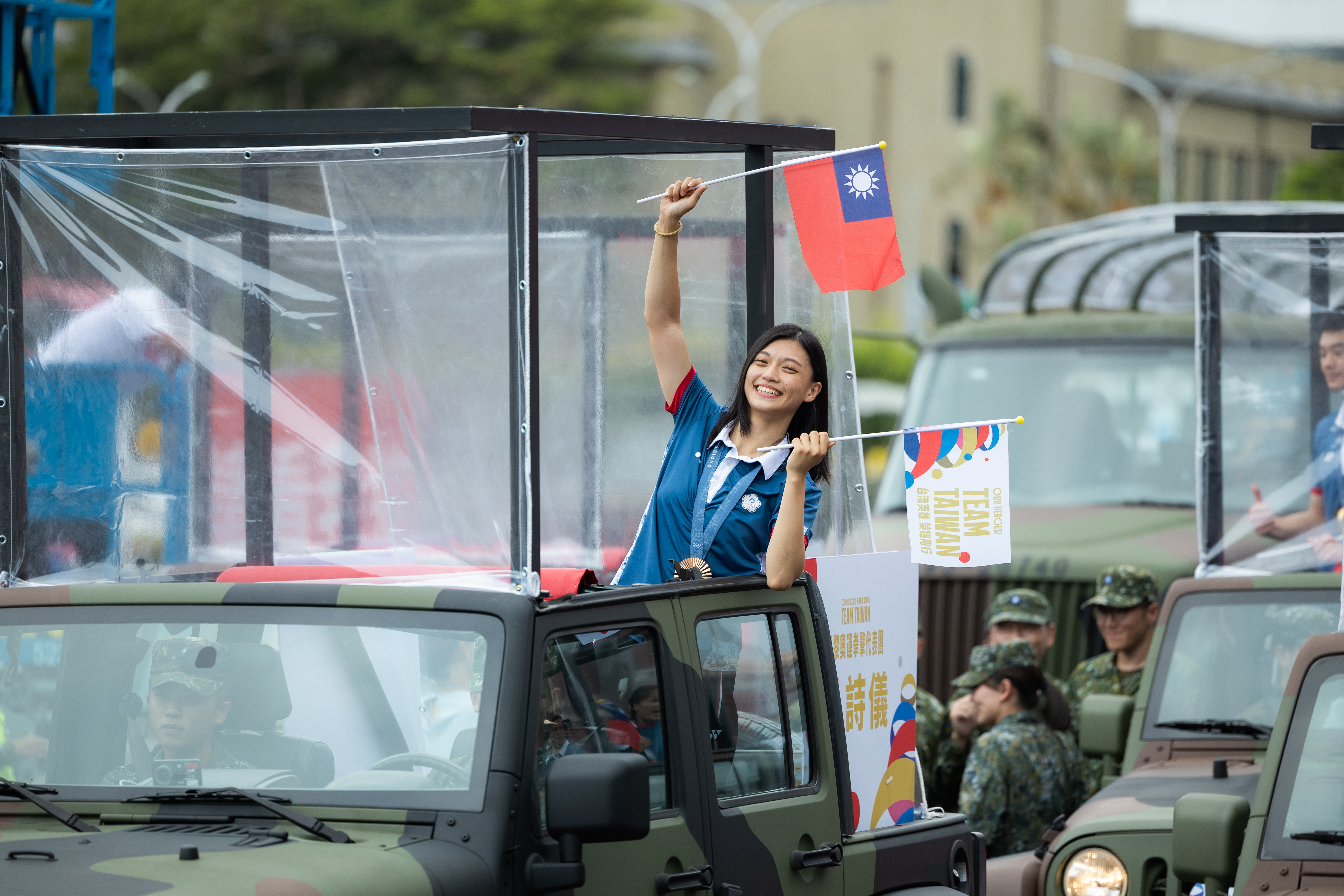
Wu Shih-yi (à gauche), médaillée de bronze en boxe.
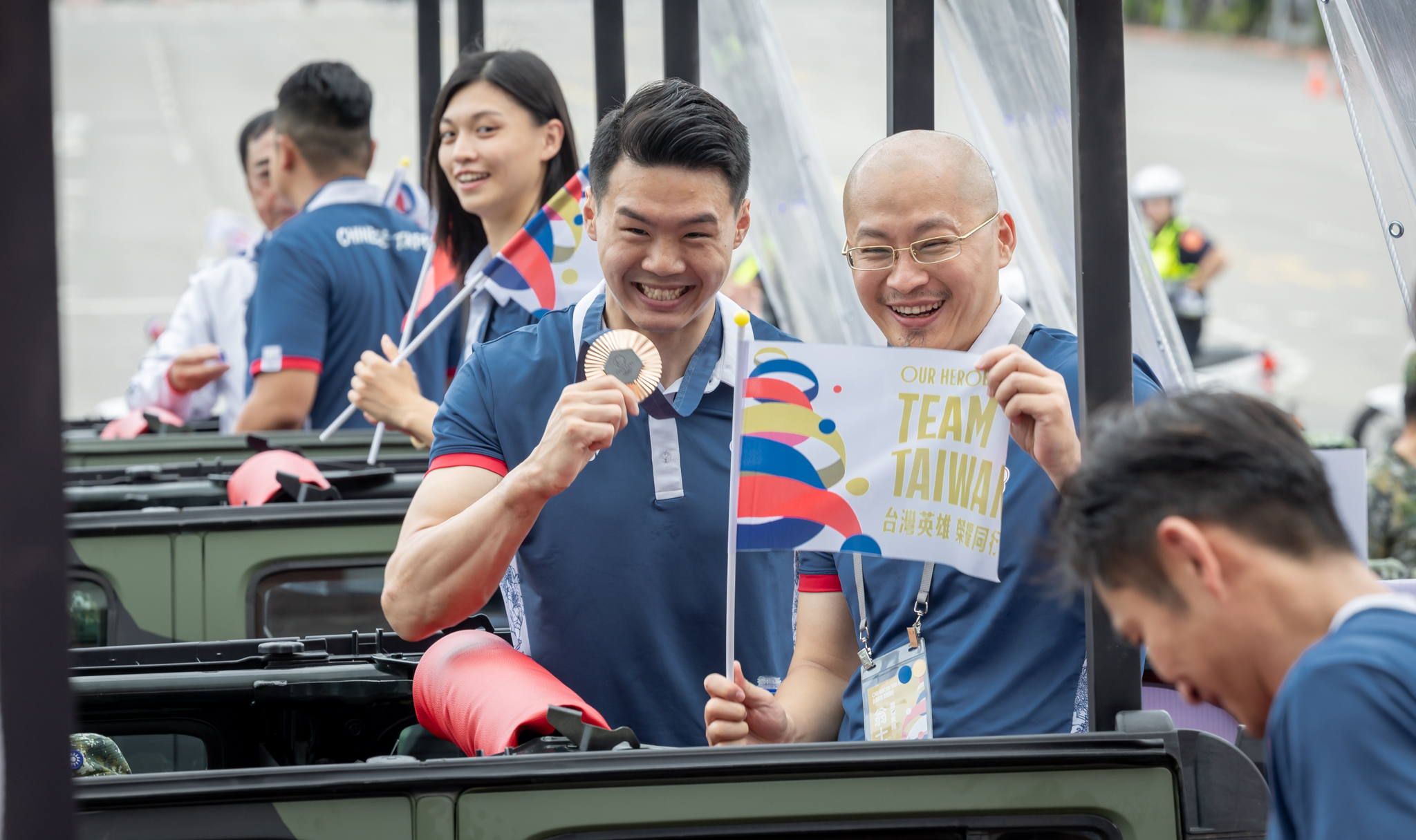
Tang Chia-hung, médaillé de bronze en gymnastique.
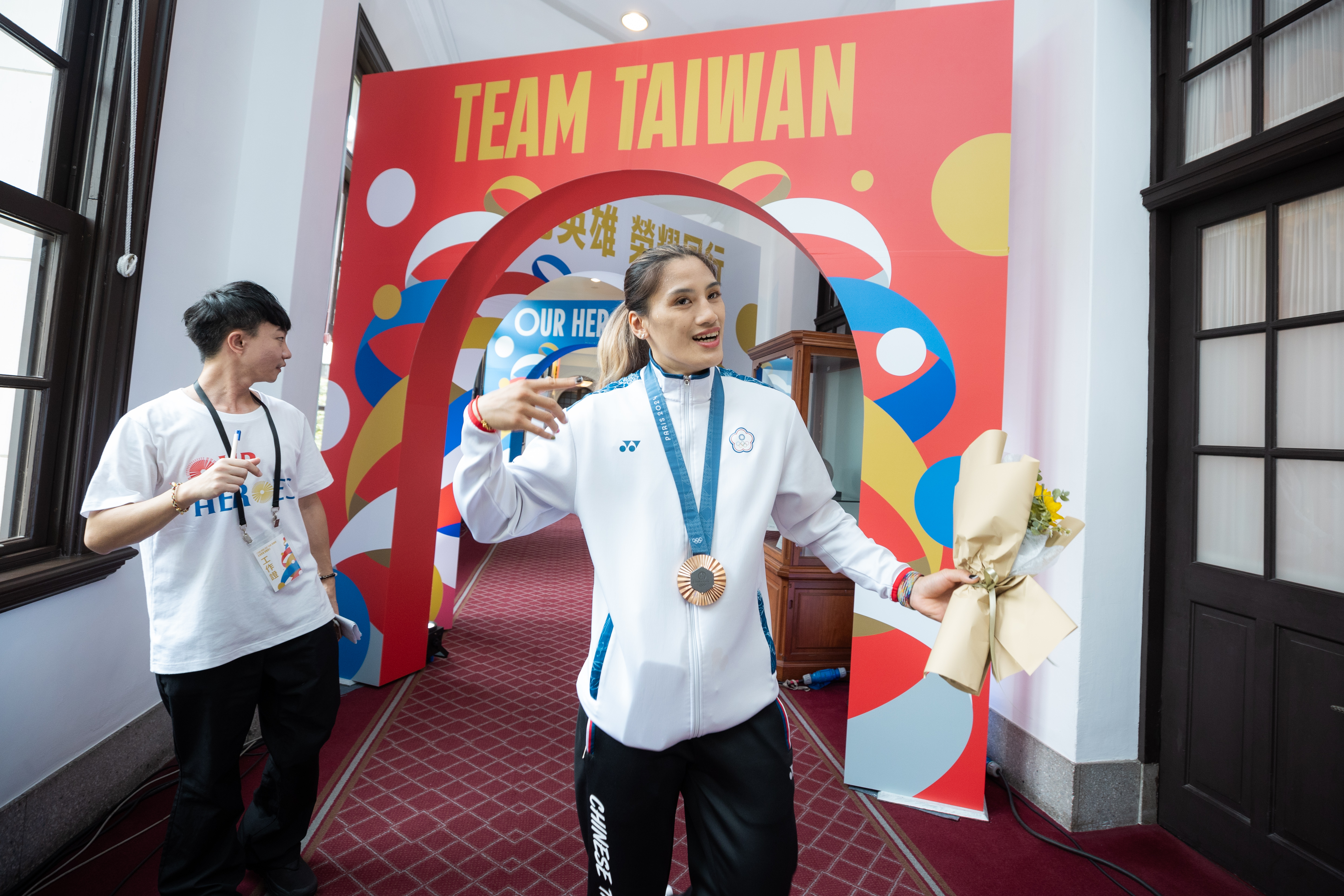
Chen Nien-chin, médaillée de bronze en boxe.

## Bilan
La délégation taïwanaise remporte lors des Jeux olympiques de 2024 un total de sept médailles, dont deux on or et cinq en bronze.

### Bilan par sport
| Sport         | Médaille d'or, Jeux olympiques | Médaille d'argent, Jeux olympiques | Médaille de bronze, Jeux olympiques | Total |
| ------------- | ------------------------------ | ---------------------------------- | ----------------------------------- | ----- |
| Badminton     | 1                              | 0                                  | 0                                   | 1     |
| Boxe          | 1                              | 0                                  | 2                                   | 3     |
| Gymnastique   | 0                              | 0                                  | 1                                   | 1     |
| Haltérophilie | 0                              | 0                                  | 1                                   | 1     |
| Tir           | 0                              | 0                                  | 1                                   | 1     |
| Total         | 2                              | 0                                  | 5                                   | 7     |

### Bilan par jour de compétition
| Jour       | Médaille d'or, Jeux olympiques | Médaille d'argent, Jeux olympiques | Médaille de bronze, Jeux olympiques | Total |
| ---------- | ------------------------------ | ---------------------------------- | ----------------------------------- | ----- |
| 26 juillet | 0                              | 0                                  | 0                                   | 0     |
| 27 juillet | 0                              | 0                                  | 0                                   | 0     |
| 28 juillet | 0                              | 0                                  | 0                                   | 0     |
| 29 juillet | 0                              | 0                                  | 0                                   | 0     |
| 30 juillet | 0                              | 0                                  | 0                                   | 0     |
| 31 juillet | 0                              | 0                                  | 0                                   | 0     |
| 1er août   | 0                              | 0                                  | 0                                   | 0     |
| 2 août     | 0                              | 0                                  | 0                                   | 0     |
| 3 août     | 0                              | 0                                  | 2                                   | 2     |
| 4 août     | 1                              | 0                                  | 0                                   | 1     |
| 5 août     | 0                              | 0                                  | 1                                   | 1     |
| 6 août     | 0                              | 0                                  | 1                                   | 1     |
| 7 août     | 0                              | 0                                  | 0                                   | 1     |
| 8 août     | 0                              | 0                                  | 1                                   | 1     |
| 9 août     | 0                              | 0                                  | 1                                   | 1     |
| 10 août    | 1                              | 0                                  | 0                                   | 1     |
| 11 août    | 0                              | 0                                  | 0                                   | 0     |
| Total      | 2                              | 0                                  | 5                                   | 7     |

### Bilan par sexe
| Sexe   | Médaille d'or, Jeux olympiques | Médaille d'argent, Jeux olympiques | Médaille de bronze, Jeux olympiques | Total |
| ------ | ------------------------------ | ---------------------------------- | ----------------------------------- | ----- |
| Hommes | 1                              | 0                                  | 2                                   | 3     |
| Femmes | 1                              | 0                                  | 3                                   | 4     |
| Mixte  | 0                              | 0                                  | 0                                   | 0     |
| Total  | 2                              | 0                                  | 5                                   | 7     |

## Résultats

### Athlétisme

#### Hommes
| Athlète        | Épreuve     | Tour préliminaire | Tour préliminaire | Premier tour | Premier tour | Repêchage | Repêchage | Demi-finale | Demi-finale | Finale  | Finale  |
| Athlète        | Épreuve     | Temps             | Rang              | Temps        | Rang         | Temps     | Rang      | Temps       | Rang        | Temps   | Rang    |
| -------------- | ----------- | ----------------- | ----------------- | ------------ | ------------ | --------- | --------- | ----------- | ----------- | ------- | ------- |
| Yang Chun-han  | 200 m       | Non disputé       | Non disputé       | 20 s 83      | 36e          | 20 s 73   | 14e       | Éliminé     | Éliminé     | Éliminé | Éliminé |
| Peng Ming-yang | 400 m haies | Non disputé       | Non disputé       | DNF          | -            | Éliminé   | Éliminé   | Éliminé     | Éliminé     | Éliminé | Éliminé |

| Athlète     | Épreuve          | Qualification | Qualification | Finale      | Finale  |
| Athlète     | Épreuve          | Performance   | Rang          | Performance | Rang    |
| ----------- | ---------------- | ------------- | ------------- | ----------- | ------- |
| Lin Yu-tang | Saut en longueur | 7,70 m        | 22e           | Éliminé     | Éliminé |

#### Femmes
| Athlète     | Épreuve | Tour préliminaire | Tour préliminaire | Premier tour | Premier tour | Repêchage   | Repêchage   | Demi-finale | Demi-finale | Finale   | Finale   |
| Athlète     | Épreuve | Temps             | Rang              | Temps        | Rang         | Temps       | Rang        | Temps       | Rang        | Temps    | Rang     |
| ----------- | ------- | ----------------- | ----------------- | ------------ | ------------ | ----------- | ----------- | ----------- | ----------- | -------- | -------- |
| Zhang Bo-ya | 100 m   | 11 s 99           | 14e               | 11 s 88      | 62e          | Non disputé | Non disputé | Éliminée    | Éliminée    | Éliminée | Éliminée |

### Badminton

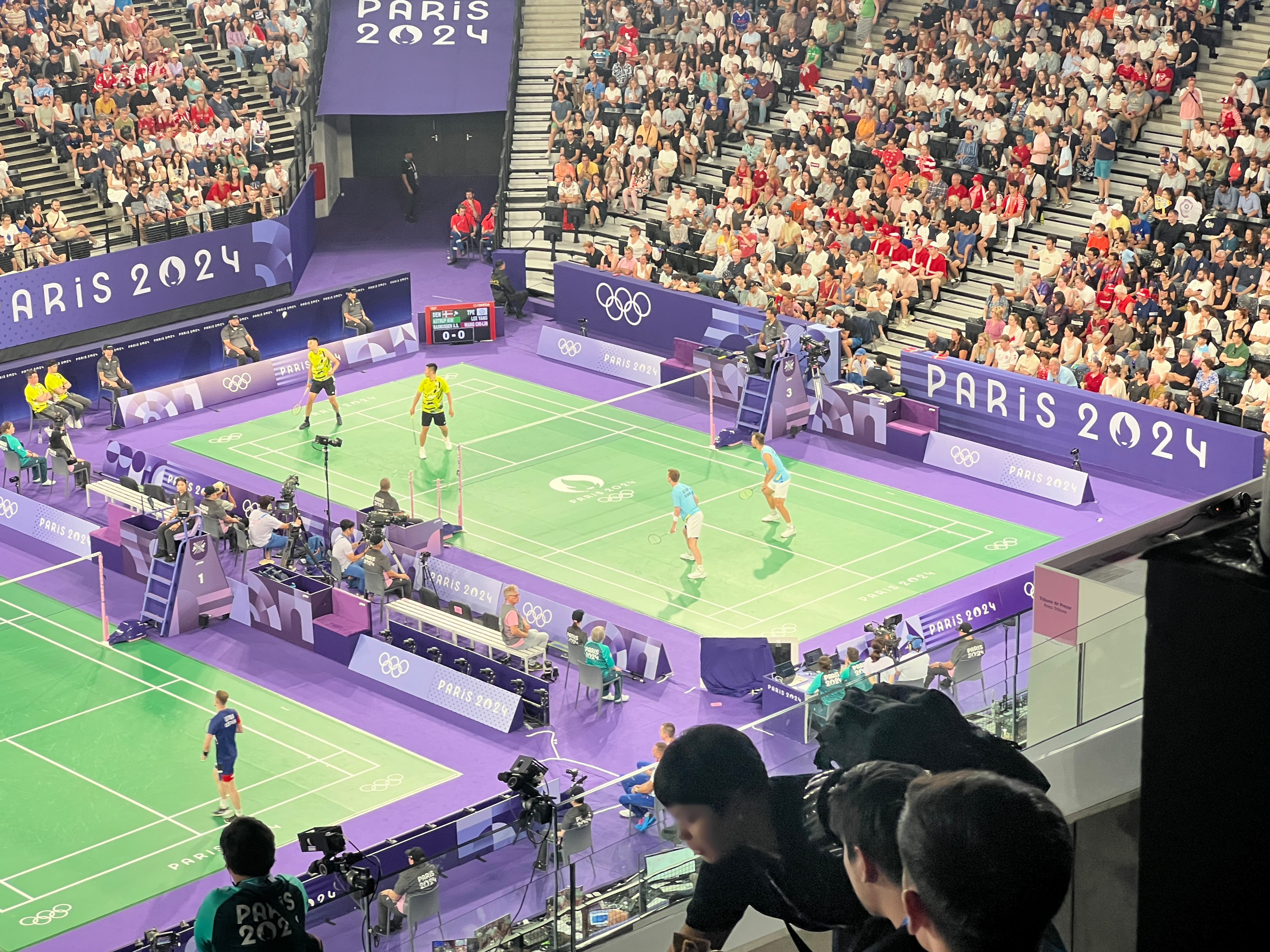
Lee Yang et Wang Chi-lin (en jaune) pendant les épreuves olympiques de 2024.

En épreuve double hommes, la paire Lee Yang Wang Chi-lin est sacrée championne olympique en remportant la finale deux sets à un ; elle répète ainsi sa performance des Jeux olympiques de Tokyo.
| Athlète(s)                | Épreuve       | Phase de groupe                                | Phase de groupe                                         | Phase de groupe                           | Phase de groupe                               | Phase de groupe | 8e de finale                          | Quarts de finale                              | Demi-finale                                             | Finale                                            | Rang                           |
| Athlète(s)                | Épreuve       | Adversaire Résultat                            | Adversaire Résultat                                     | Adversaire Résultat                       | Adversaire Résultat                           | Rang            | Adversaire Résultat                   | Adversaire Résultat                           | Adversaire Résultat                                     | Adversaire Résultat                               | Rang                           |
| ------------------------- | ------------- | ---------------------------------------------- | ------------------------------------------------------- | ----------------------------------------- | --------------------------------------------- | --------------- | ------------------------------------- | --------------------------------------------- | ------------------------------------------------------- | ------------------------------------------------- | ------------------------------ |
| Chou Tien-chen            | Simple hommes | Garrido Victoire 2 - 0 (21-17, 21-13)          | Lee Victoire 2 - 0 (21-18, 21-13)                       | Non disputé                               | Non disputé                                   | 1er du gr. I    | Naraoka Victoire 2 - 0 (21-12, 21-16) | Sen Défaite 1 - 2 (21-19, 15-21, 12-21)       | Éliminé                                                 | Éliminé                                           | 5e                             |
| Tai Tzu-ying              | Simple dames  | Tan Victoire 2 - 0 (21-15, 21-14)              | Intanon Défaite 0 - 2 (19-21, 15-21)                    | Non disputé                               | Non disputé                                   | 2e du gr. E     | Éliminée                              | Éliminée                                      | Éliminée                                                | Éliminée                                          | 14e                            |
| Lee Yang Wang Chi-lin     | Double hommes | Hoki / Kobayashi Victoire 2 - 0 (21-16, 21-10) | Astrup / Rasmussen Victoire 2 - 1 (21-15, 19-21, 21-15) | Chiu / Yuan Victoire 2 - 0 (21-12, 21-13) | Liu / Ou Victoire 3 - 0 (17-21, 21-17, 24-22) | 1er du gr. D    | Non disputé                           | Jomkoh / Kedren Victoire 2 - 0 (21-14, 21-17) | Astrup / Rasmussen Victoire 2 - 1 (18-21, 21-17, 21-10) | Liang / Wang Victoire 2 - 1 (21-17, 18-21, 21-19) | Médaille d'or, Jeux olympiques |
| Ye Hong-wei Lee Chia-hsin | Double mixte  | Tang / Tse Défaite 0 - 2 (13-21, 13-21)        | Watanabe / Higashino Défaite 0 - 2 (14-21, 13-21)       | Christiansen / Bøje Forfaits              | Non disputé                                   | 3e du gr. C     | Non disputé                           | Éliminés                                      | Éliminés                                                | Éliminés                                          | 9e                             |

### Boxe

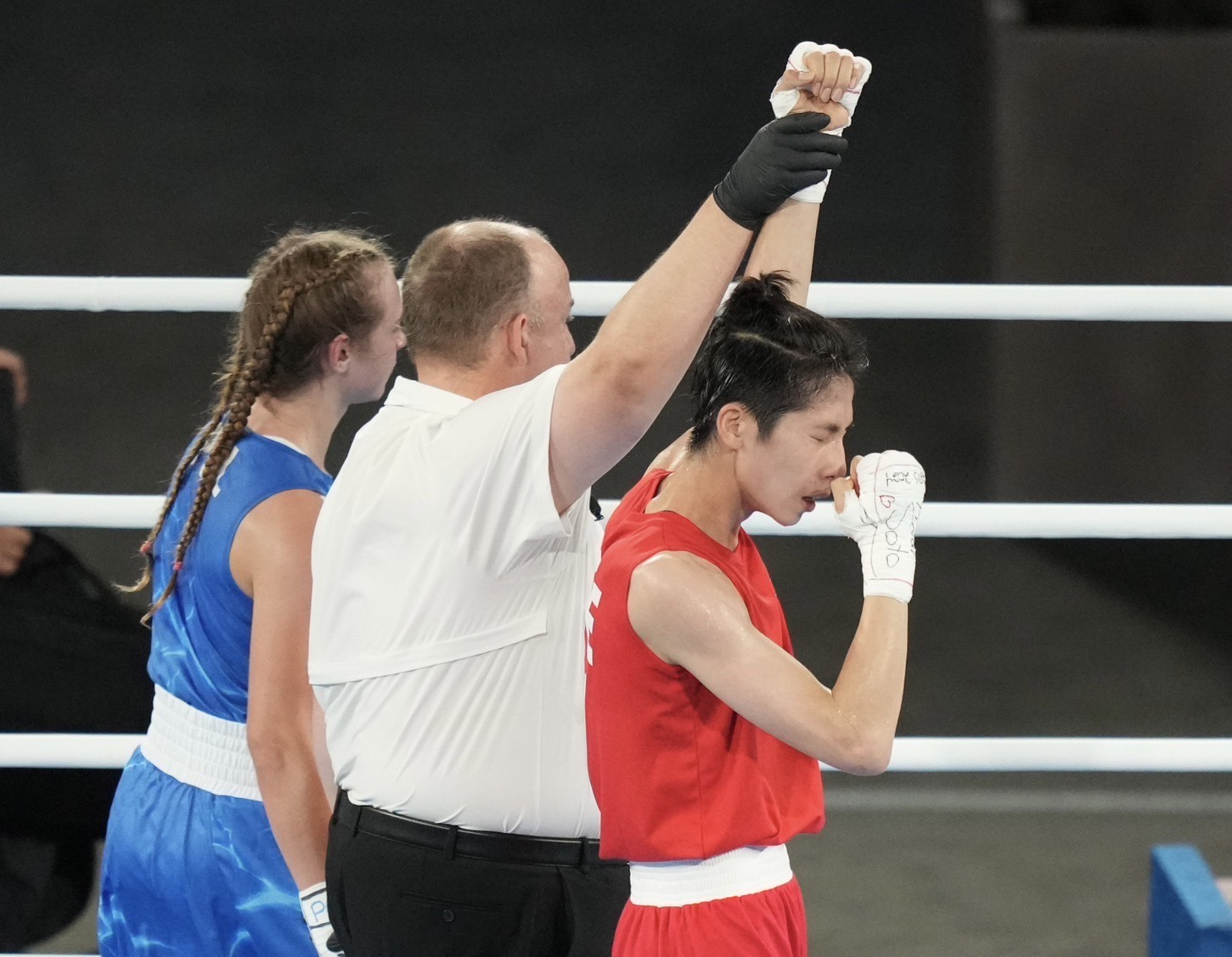
Lin Yu-ting (en rouge) à l'issue de la finale des épreuves olympiques de 2024, sacrée vainqueure.

La boxeuse Wu Shih-yi s'incline en demi-finale de la catégorie poids légers femmes ; elle est de fait médaillée de bronze.
La boxeuse Chen Nien-chin s'incline en demi-finale de la catégorie poids welters femmes ; elle est de fait médaillée de bronze.
La boxeuse Lin Yu-ting remporte la finale de la catégorie poids plumes femmes, soit le premier titre de champion olympique dans l'histoire de la boxe taïwanaise.
| Athlète      | Catégorie               | 16e de finale       | 8e de finale              | Quart de finale     | Demi-finale         | Finale              | Rang |
| Athlète      | Catégorie               | Adversaire Résultat | Adversaire Résultat       | Adversaire Résultat | Adversaire Résultat | Adversaire Résultat | Rang |
| ------------ | ----------------------- | ------------------- | ------------------------- | ------------------- | ------------------- | ------------------- | ---- |
| Lai Chu-en   | Poids légers (-63,5 kg) | Non disputé         | Bazarbayuly Défaite 2 - 3 | Éliminé             | Éliminé             | Éliminé             | 9e   |
| Kan Chia-wei | Poids welters (-71 kg)  | Non disputé         | Jones Défaite 0 - 5       | Éliminé             | Éliminé             | Éliminé             | 9e   |

| Athlète         | Catégorie              | 16e de finale           | 8e de finale               | Quart de finale          | Demi-finale           | Finale                   | Rang                                |
| Athlète         | Catégorie              | Adversaire Résultat     | Adversaire Résultat        | Adversaire Résultat      | Adversaire Résultat   | Adversaire Résultat      | Rang                                |
| --------------- | ---------------------- | ----------------------- | -------------------------- | ------------------------ | --------------------- | ------------------------ | ----------------------------------- |
| Huang Hsiao-wen | Poids coqs (-54 kg)    | Gojković Victoire 5 - 0 | Petrova Défaite 1 - 4      | Éliminée                 | Éliminée              | Éliminée                 | 9e                                  |
| Lin Yu-ting     | Poids plumes (-57 kg)  | Non disputé             | Turdibekova Victoire 5 - 0 | Staneva Victoire 5 - 0   | Yıldız Victoire 5 - 0 | Szeremeta Victoire 5 - 0 | Médaille d'or, Jeux olympiques      |
| Wu Shih-yi      | Poids légers (-60 kg)  | 0h Victoire 5 - 0       | Ogunsemilore Victoire DSQ  | Palacios Victoire 4 - 1  | Yang Défaite 1 - 4    | Éliminée                 | Médaille de bronze, Jeux olympiques |
| Chen Nien-chin  | Poids welters (-66 kg) | Moronta Victoire 4 - 1  | Santos Victoire 5 - 0      | Khamidova Victoire 5 - 0 | Liu Défaite 1 - 4     | Éliminée                 | Médaille de bronze, Jeux olympiques |

### Breaking
| Athlète  | Surnom | Catégorie | Phase préliminaire          | Phase préliminaire          | Phase préliminaire          | Quart de finale             | Demi-finale                 | Finale                      | Rang |
| Athlète  | Surnom | Catégorie | Tour 1                      | Tour 2                      | Tour 3                      | Adversaire Résultat (Votes) | Adversaire Résultat (Votes) | Adversaire Résultat (Votes) | Rang |
| Athlète  | Surnom | Catégorie | Adversaire Résultat (Votes) | Adversaire Résultat (Votes) | Adversaire Résultat (Votes) | Adversaire Résultat (Votes) | Adversaire Résultat (Votes) | Adversaire Résultat (Votes) | Rang |
| -------- | ------ | --------- | --------------------------- | --------------------------- | --------------------------- | --------------------------- | --------------------------- | --------------------------- | ---- |
| Sun Chen | Quake  | Bboys     | Billy Victoire 2(18) - 0(0) | Menno Défaite 0(3) - 2(15)  | Amir Défaite 0(5) - 2(13)   | Éliminé                     | Éliminé                     | Éliminé                     | 12e  |

### Canoë-kayak

#### Course en ligne
| Athlète        | Épreuve    | Séries       | Séries | Quarts de finale | Quarts de finale | Demi-finale | Demi-finale | Finale  | Finale  |
| Athlète        | Épreuve    | Temps        | Rang   | Temps            | Rang             | Temps       | Rang        | Temps   | Rang    |
| -------------- | ---------- | ------------ | ------ | ---------------- | ---------------- | ----------- | ----------- | ------- | ------- |
| Lai Kuan-chieh | C1 1 000 m | 4 min 1 s 26 | 4e     | 3 min 58 s 79    | 4e               | Éliminé     | Éliminé     | Éliminé | Éliminé |

#### Slalom
| Athlète       | Épreuve   | Éliminatoires | Éliminatoires | Éliminatoires | Éliminatoires | Éliminatoires  | Éliminatoires | Demi-finale | Demi-finale | Finale   | Finale   |
| Athlète       | Épreuve   | Manche 1      | Manche 1      | Manche 2      | Manche 2      | Meilleur temps | Rang          | Demi-finale | Demi-finale | Finale   | Finale   |
| Athlète       | Épreuve   | Temps         | Rang          | Temps         | Rang          | Meilleur temps | Rang          | Temps       | Rang        | Temps    | Rang     |
| ------------- | --------- | ------------- | ------------- | ------------- | ------------- | -------------- | ------------- | ----------- | ----------- | -------- | -------- |
| Wu Shao-hsuan | K1 hommes | 1 min 1 s 22  | 20e           | 99 s 45       | 19e           | 99 s 45        | 23e           | Éliminé     | Éliminé     | Éliminé  | Éliminé  |
| Chang Chu-han | K1 femmes | 1 min 9 s 92  | 22e           | 1 min 17 s 93 | 24e           | 1 min 9 s 92   | 23e           | Éliminée    | Éliminée    | Éliminée | Éliminée |

| Athlète       | Épreuve    | Contre-la-montre | Contre-la-montre | Séries | Quarts de finale | Demi- finale | Finale   | Rang |
| Athlète       | Épreuve    | Temps            | Rang             | Rang   | Rang             | Rang         | Rang     | Rang |
| ------------- | ---------- | ---------------- | ---------------- | ------ | ---------------- | ------------ | -------- | ---- |
| Wu Shao-hsuan | KX1 hommes | 82 s 73          | 36e              | 3e     | Éliminé          | Éliminé      | Éliminé  | 23e  |
| Chang Chu-han | KX1 femmes | 76 s 58          | 23e              | 3e     | Éliminée         | Éliminée     | Éliminée | 30e  |

### Escrime
| Athlète      | Épreuve            | 32e de finale          | 16e de finale          | 8e de finale        | Quarts de finale    | Demi-finale         | Finale              | Rang |
| Athlète      | Épreuve            | Adversaire Résultat    | Adversaire Résultat    | Adversaire Résultat | Adversaire Résultat | Adversaire Résultat | Adversaire Résultat | Rang |
| ------------ | ------------------ | ---------------------- | ---------------------- | ------------------- | ------------------- | ------------------- | ------------------- | ---- |
| Chen Yi-Tung | Fleuret individuel | Wakim Victoire 15 - 13 | Lefort Défaite 12 - 15 | Éliminé             | Éliminé             | Éliminé             | Éliminé             | 27e  |

### Golf

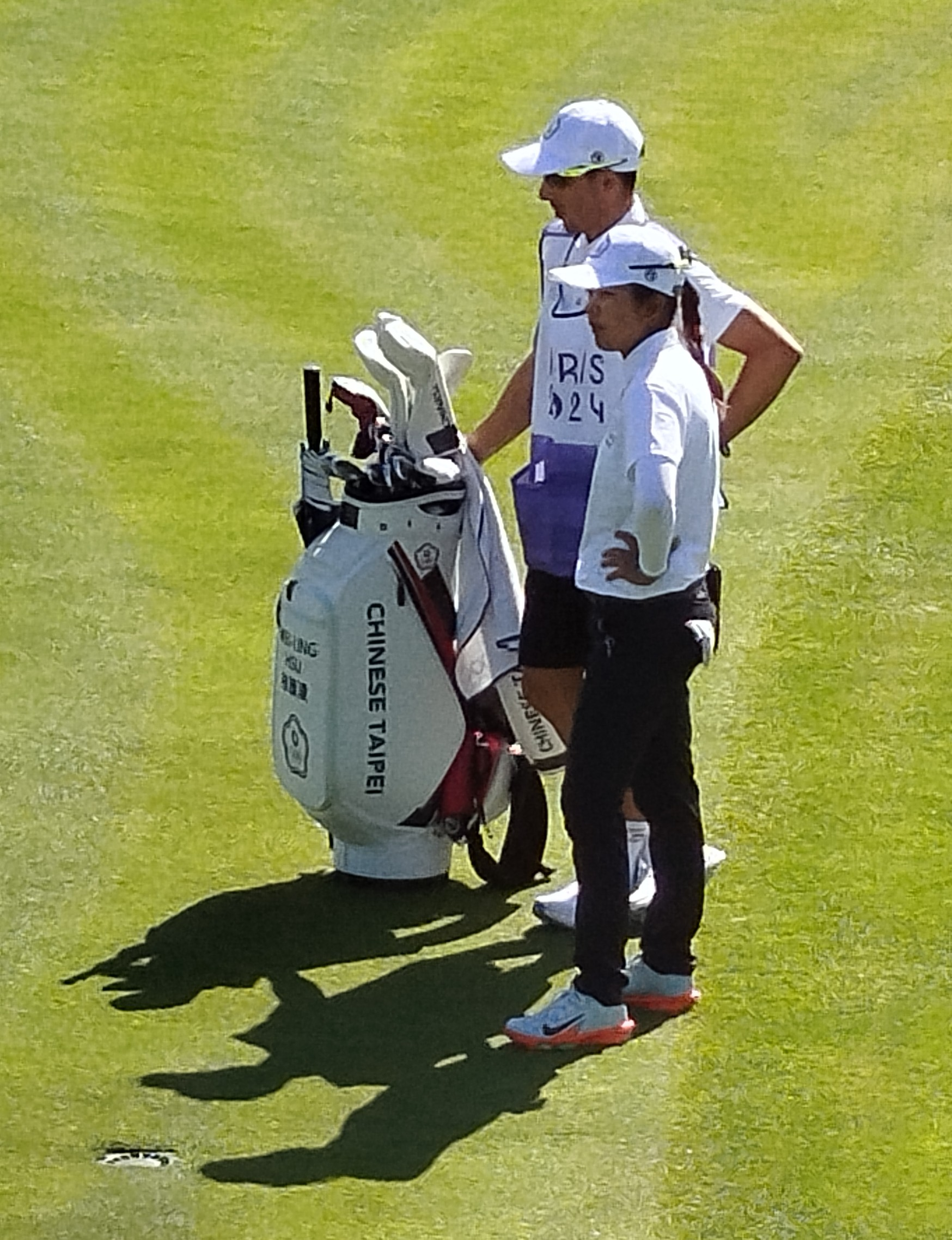
Hsu Wei-ling pendant les épreuves olympiques de 2024.

| Athlète         | Épreuve | 1er tour | 2e tour | 3e tour | 4e tour | Total | Total | Total |
| Athlète         | Épreuve | Points   | Points  | Points  | Points  | Total | Par   | Rang  |
| --------------- | ------- | -------- | ------- | ------- | ------- | ----- | ----- | ----- |
| Pan Cheng-tsung | Hommes  | 69       | 65      | 72      | 70      | 276   | -8    | T18   |
| Kevin Yu        | Hommes  | 73       | 69      | 72      | 74      | 288   | +4    | 52    |
| Hsu Wei-ling    | Femmes  | 74       | 69      | 72      | 68      | 283   | -5    | E8    |
| Chien Pei-yun   | Femmes  | 76       | 71      | 71      | 68      | 286   | -2    | E18   |

### Gymnastique

#### Gymnastique artistique
Après s'être qualifié pour la finale de l'épreuve masculine de barre fixe, le gymnaste Tang Chia-hung termine à la troisième place synonyme de médaille de bronze.
| Athlète        | Épreuve    | Qualifications | Qualifications | Qualifications | Qualifications | Qualifications    | Qualifications | Qualifications | Qualifications | Finale | Finale         | Finale  | Finale | Finale            | Finale     | Finale | Finale                              |
| Athlète        | Épreuve    | Agrès          | Agrès          | Agrès          | Agrès          | Agrès             | Agrès          | Total          | Rang           | Agrès  | Agrès          | Agrès   | Agrès  | Agrès             | Agrès      | Total  | Rang                                |
| Athlète        | Épreuve    | Sol            | Cheval d'arçon | Anneaux        | Saut           | Barres parallèles | Barre fixe     | Total          | Rang           | Sol    | Cheval d'arçon | Anneaux | Saut   | Barres parallèles | Barre fixe | Total  | Rang                                |
| -------------- | ---------- | -------------- | -------------- | -------------- | -------------- | ----------------- | -------------- | -------------- | -------------- | ------ | -------------- | ------- | ------ | ----------------- | ---------- | ------ | ----------------------------------- |
| Tang Chia-hung | Barre fixe | -              | -              | -              | -              | -                 | 14,933         | -              | 2e             | -      | -              | -       | -      | -                 | 13,966     | -      | Médaille de bronze, Jeux olympiques |

| Athlète       | Épreuve | Qualifications | Qualifications      | Qualifications | Qualifications | Qualifications | Qualifications | Finale   | Finale              | Finale   | Finale   | Finale   | Finale   |
| Athlète       | Épreuve | Agrès          | Agrès               | Agrès          | Agrès          | Total          | Rang           | Agrès    | Agrès               | Agrès    | Agrès    | Total    | Rang     |
| Athlète       | Épreuve | Saut           | Barres asymétriques | Poutre         | Sol            | Total          | Rang           | Saut     | Barres asymétriques | Poutre   | Sol      | Total    | Rang     |
| ------------- | ------- | -------------- | ------------------- | -------------- | -------------- | -------------- | -------------- | -------- | ------------------- | -------- | -------- | -------- | -------- |
| Ting Hua-tien | Poutre  | -              | -                   | 12,533         | -              | -              | 50e            | Éliminée | Éliminée            | Éliminée | Éliminée | Éliminée | Éliminée |

### Haltérophilie

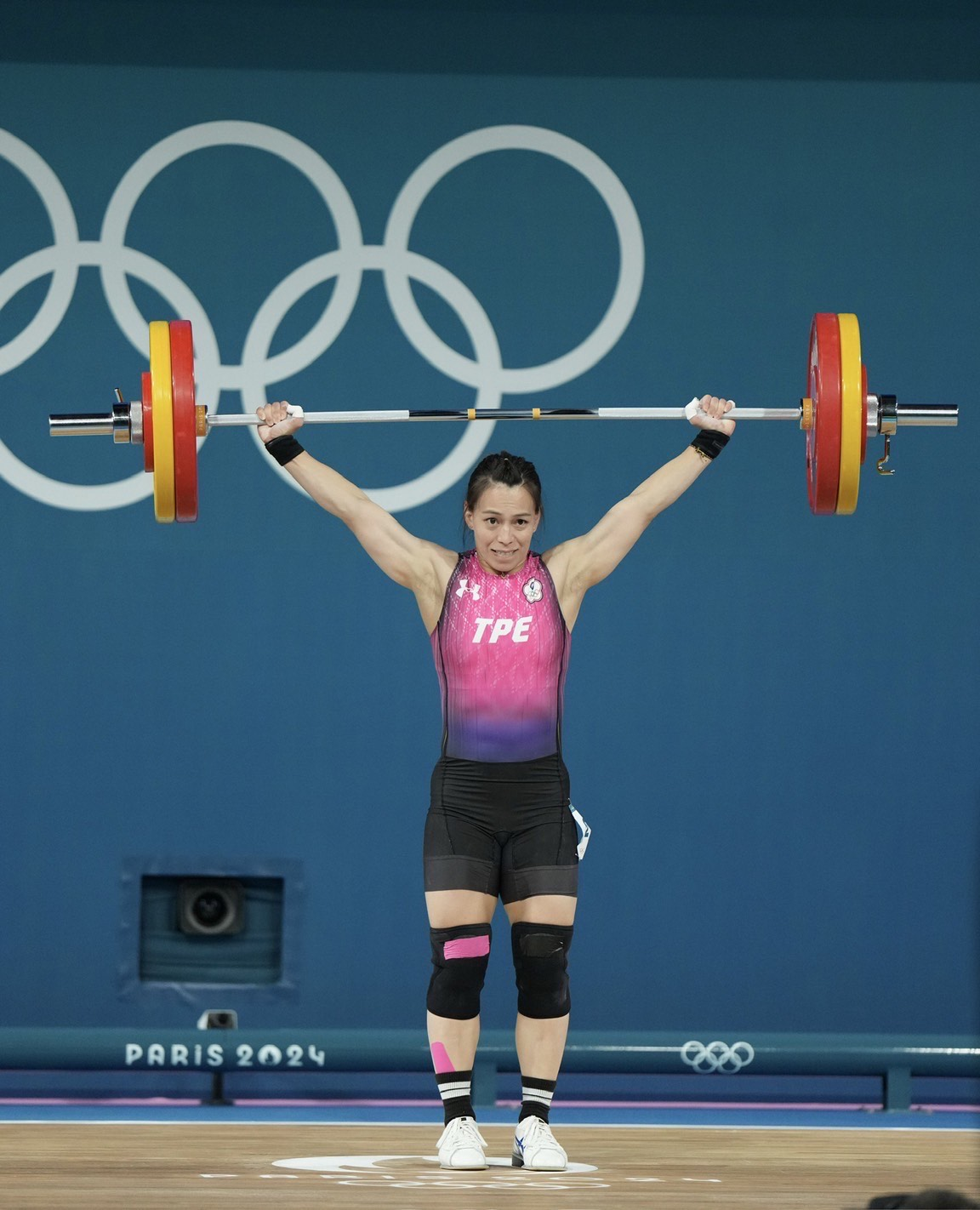
Kuo Hsing-chun pendant les épreuves olympiques de 2024.

L'haltérophile Kuo Hsing-chun termine à la troisième place lors de l'épreuve moins de 59 kg femmes, remportant de fait la médaille de bronze.
| Athlète        | Catégorie      | Arraché  | Arraché | Épaulé-jeté | Épaulé-jeté | Total  | Rang                                |
| Athlète        | Catégorie      | Résultat | Rang    | Résultat    | Rang        | Total  | Rang                                |
| -------------- | -------------- | -------- | ------- | ----------- | ----------- | ------ | ----------------------------------- |
| Fang Wan-ling  | Moins de 49 kg | 86 kg    | 6e      | 107 kg      | 6e          | 193 kg | 6e                                  |
| Kuo Hsing-chun | Moins de 59 kg | 105 kg   | 4e      | 130 kg      | 3e          | 235 kg | Médaille de bronze, Jeux olympiques |
| Chen Wen-huei  | Moins de 71 kg | 103 kg   | 8e      | 133 kg      | 6e          | 236 kg | 6e                                  |

### Judo
| Athlète       | Catégorie      | 16e de finale       | 8e de finale             | Quart de finale        | Demi-finale         | Repêchage                | Finale / CB         | Rang |
| Athlète       | Catégorie      | Adversaire Résultat | Adversaire Résultat      | Adversaire Résultat    | Adversaire Résultat | Adversaire Résultat      | Adversaire Résultat | Rang |
| ------------- | -------------- | ------------------- | ------------------------ | ---------------------- | ------------------- | ------------------------ | ------------------- | ---- |
| Yang Yung-wei | Moins de 60 kg | Non disputé         | Carlino Victoire 10 - 00 | Smetov Défaite 00 - 10 | Éliminé             | Nagayama Défaite 00 - 01 | Éliminé             | 7e   |

| Athlète        | Catégorie      | 16e de finale           | 8e de finale                 | Quart de finale     | Demi-finale         | Repêchage           | Finale / CB         | Rang |
| Athlète        | Catégorie      | Adversaire Résultat     | Adversaire Résultat          | Adversaire Résultat | Adversaire Résultat | Adversaire Résultat | Adversaire Résultat | Rang |
| -------------- | -------------- | ----------------------- | ---------------------------- | ------------------- | ------------------- | ------------------- | ------------------- | ---- |
| Lin Chen-hao   | Moins de 48 kg | Lasso Victoire 10 - 00  | Abuzhakynova Défaite 00 - 10 | Éliminée            | Éliminée            | Éliminée            | Éliminée            | 9e   |
| Lien Chen-ling | Moins de 57 kg | Koroma Victoire 10 - 00 | Perišić Défaite 00 - 01      | Éliminée            | Éliminée            | Éliminée            | Éliminée            | 9e   |

### Natation
| Athlète        | Épreuve        | Séries        | Séries | Demi-finale   | Demi-finale | Finale  | Finale  |
| Athlète        | Épreuve        | Temps         | Rang   | Temps         | Rang        | Temps   | Rang    |
| -------------- | -------------- | ------------- | ------ | ------------- | ----------- | ------- | ------- |
| Wang Kuan-hung | 200 m papillon | 1 min 55 s 32 | 8e     | 1 min 55 s 07 | 11e         | Éliminé | Éliminé |

| Athlète    | Épreuve       | Séries | Séries | Demi-finale | Demi-finale | Finale   | Finale   |
| Athlète    | Épreuve       | Temps  | Rang   | Temps       | Rang        | Temps    | Rang     |
| ---------- | ------------- | ------ | ------ | ----------- | ----------- | -------- | -------- |
| Han An-chi | 200 m 4 nages | DSQ    | -      | Éliminée    | Éliminée    | Éliminée | Éliminée |

### Taekwondo
| Athlète      | Catégorie      | Éliminatoires       | Quart de finale     | Demi-finale         | Repêchage           | Finale              | Rang |
| Athlète      | Catégorie      | Adversaire Résultat | Adversaire Résultat | Adversaire Résultat | Adversaire Résultat | Adversaire Résultat | Rang |
| ------------ | -------------- | ------------------- | ------------------- | ------------------- | ------------------- | ------------------- | ---- |
| Lo Chia-ling | Moins de 57 kg | Aoun Défaite 0 - 2  | Éliminée            | Éliminée            | Éliminée            | Éliminée            | 11e  |

### Tennis
| Joueurs (n° de tête de série) | Épreuve | 16e de finale                           | 8e de finale                              | Quarts de finale                   | Demi-finale          | Finale               | Rang |
| Joueurs (n° de tête de série) | Épreuve | Adversaires Résultat                    | Adversaires Résultat                      | Adversaires Résultat               | Adversaires Résultat | Adversaires Résultat | Rang |
| ----------------------------- | ------- | --------------------------------------- | ----------------------------------------- | ---------------------------------- | -------------------- | -------------------- | ---- |
| Hsieh Su-wei Tsao Chia-yi     | Femmes  | Begu / Niculescu Victoire 7-6, 7-5      | Kostyuk / Yastremska Victoire Par forfait | Muchová / Nosková Défaite 6-1, 4-6 | Éliminées            | Éliminées            | 5e   |
| Chan Hao-ching Latisha Chan   | Femmes  | Krejčíková / Siniaková Défaite 4-6, 0-6 | Éliminées                                 | Éliminées                          | Éliminées            | Éliminées            | 17e  |

### Tennis de table
| Athlète(s)                                | Épreuve | 32e de finale          | 16e de finale          | 8e de finale           | Quart de finale        | Demi-finale            | Finale                 | Rang |
| Athlète(s)                                | Épreuve | Adversaire(s) Résultat | Adversaire(s) Résultat | Adversaire(s) Résultat | Adversaire(s) Résultat | Adversaire(s) Résultat | Adversaire(s) Résultat | Rang |
| ----------------------------------------- | ------- | ---------------------- | ---------------------- | ---------------------- | ---------------------- | ---------------------- | ---------------------- | ---- |
| Lin Yun-ju                                | Simple  | Afanador V 4 - 1       | Gaćina V 4 - 0         | Jorgić V 4 - 0         | Lebrun D 3 - 4         | Éliminé                | Éliminé                | 5e   |
| Kao Cheng-jui                             | Simple  | Alamian V 4 - 1        | Ionescu V 4 - 1        | Jorgić V 4 - 0         | Möregårdh D 1 - 4      | Éliminé                | Éliminé                | 9e   |
| Chuang Chih-yuan Kao Cheng-jui Lin Yun-ju | Équipe  | Non disputé            | Non disputé            | Égypte V 3 - 0         | Japon D 1 - 3          | Éliminés               | Éliminés               | 5e   |

| Athlète(s)                                 | Épreuve | 32e de finale          | 16e de finale          | 8e de finale           | Quart de finale        | Demi-finale            | Finale                 | Rang |
| Athlète(s)                                 | Épreuve | Adversaire(s) Résultat | Adversaire(s) Résultat | Adversaire(s) Résultat | Adversaire(s) Résultat | Adversaire(s) Résultat | Adversaire(s) Résultat | Rang |
| ------------------------------------------ | ------- | ---------------------- | ---------------------- | ---------------------- | ---------------------- | ---------------------- | ---------------------- | ---- |
| Cheng I-ching                              | Simple  | Hanffou V 4 - 0        | Samara V 4 - 2         | Bajor V 4 - 0          | Sun D 0 - 4            | Éliminée               | Éliminée               | 5e   |
| Chien Tung-chuan                           | Simple  | Zhu D 0 - 4            | Éliminée               | Éliminée               | Éliminée               | Éliminée               | Éliminée               | 33e  |
| Chen Szu-yu Cheng I-ching Chien Tung-chuan | Équipe  | Non disputé            | Non disputé            | Australie V 3 - 0      | Chine D 0 - 3          | Éliminées              | Éliminées              | 5e   |

| Athlètes (n° de tête de série) | 8e de finale          | Quart de finale      | Demi-finale          | Finale / MB          | Rang |
| Athlètes (n° de tête de série) | Adversaires Résultat  | Adversaires Résultat | Adversaires Résultat | Adversaires Résultat | Rang |
| ------------------------------ | --------------------- | -------------------- | -------------------- | -------------------- | ---- |
| Lin Yun-ju Chen Szu-yu         | Lebrun / Yuan V 3 - 0 | Wang / Sun D 2 - 4   | Éliminés             | Éliminés             | 5e   |

### Tir
Le tireur Lee Meng-yuan se classé à la troisième place lors de l'épreuve masculine de skeet, soit la première médaille olympique dans l'histoire du tir sportif taïwanais, ainsi que la première de la délégation pour ces Jeux de 2024.
| Athlète       | Épreuve         | Qualification | Qualification | Finale  | Finale                              |
| Athlète       | Épreuve         | Points        | Rang          | Points  | Rang                                |
| ------------- | --------------- | ------------- | ------------- | ------- | ----------------------------------- |
| Yang Kun-pi   | Fosse olympique | 121           | 12e           | Éliminé | Éliminé                             |
| Lee Meng-yuan | Skeet           | 124           | 3e            | 45      | Médaille de bronze, Jeux olympiques |

| Athlète        | Épreuve                      | Qualification | Qualification | Finale   | Finale   |
| Athlète        | Épreuve                      | Points        | Rang          | Points   | Rang     |
| -------------- | ---------------------------- | ------------- | ------------- | -------- | -------- |
| Liu Heng-yu    | Pistolet à 10 m air comprimé | 573           | 13e           | Éliminée | Éliminée |
| Yu Ai-wen      | Pistolet à 10 m air comprimé | 564           | 35e           | Éliminée | Éliminée |
| Tien Chia-chen | Pistolet à 25 m              | 581           | 16e           | Éliminée | Éliminée |
| Wu Chia-ying   | Pistolet à 25 m              | 572           | 31e           | Éliminée | Éliminée |
| Liu Wan-yu     | Fosse olympique              | 112           | 25e           | Éliminée | Éliminée |
| Lin Yi-chun    | Fosse olympique              | 110           | 26e           | Éliminée | Éliminée |

### Tir à l'arc
| Athlète(s)                                | Compétition | Tour préliminaire | Tour préliminaire | 32e de finale       | 16e de finale           | 8e de finale        | Quart de finale     | Demi-finale         | Finale / MB         | Rang |
| Athlète(s)                                | Compétition | Points            | Rang              | Adversaire Résultat | Adversaire Résultat     | Adversaire Résultat | Adversaire Résultat | Adversaire Résultat | Adversaire Résultat | Rang |
| ----------------------------------------- | ----------- | ----------------- | ----------------- | ------------------- | ----------------------- | ------------------- | ------------------- | ------------------- | ------------------- | ---- |
| Tai Yu-hsuan                              | Individuel  | 665               | 24e               | Tekoniemi V 6 - 0   | Chirault D 5 - 6        | Éliminé             | Éliminé             | Éliminé             | Éliminé             | 17e  |
| Tang Chih-chun                            | Individuel  | 665               | 25e               | Pangestu V 7 - 1    | Gazoz D 2 - 6           | Éliminé             | Éliminé             | Éliminé             | Éliminé             | 17e  |
| Lin Zih-siang                             | Individuel  | 662               | 32e               | Acha V 6 - 2        | Kim D 0 - 6             | Éliminé             | Éliminé             | Éliminé             | Éliminé             | 17e  |
| Tai Yu-hsuan Tang Chih-chun Lin Zih-siang | Équipe      | 1992              | 5e                | Non disputé         | Grande-Bretagne V 6 - 0 | Chine D 1 - 5       | Éliminés            | Éliminés            | Éliminés            | 7e   |

| Athlète(s)                               | Compétition | Tour préliminaire | Tour préliminaire | 32e de finale       | 16e de finale       | 8e de finale        | Quart de finale      | Demi-finale         | Finale / MB         | Rang |
| Athlète(s)                               | Compétition | Points            | Rang              | Adversaire Résultat | Adversaire Résultat | Adversaire Résultat | Adversaire Résultat  | Adversaire Résultat | Adversaire Résultat | Rang |
| ---------------------------------------- | ----------- | ----------------- | ----------------- | ------------------- | ------------------- | ------------------- | -------------------- | ------------------- | ------------------- | ---- |
| Chiu Yi-ching                            | Individuel  | 628               | 53e               | Noda D 0 - 6        | Éliminée            | Éliminée            | Éliminée             | Éliminée            | Éliminée            | 33e  |
| Li Tsai-chi                              | Individuel  | 646               | 40e               | Marchenko D 4 - 6   | Éliminée            | Éliminée            | Éliminée             | Éliminée            | Éliminée            | 33e  |
| Lei Chien-ying                           | Individuel  | 652               | 29e               | Rendón V 7 - 1      | Kaufhold V 7 - 3    | Jeon D 4 - 6        | Éliminée             | Éliminée            | Éliminée            | 9e   |
| Lei Chien-ying Li Tsai-chi Chiu Yi-ching | Équipe      | 1926              | 9e                | Non disputé         | Non disputé         | États-Unis V 5 - 1  | Corée du Sud D 2 - 6 | Éliminées           | Éliminées           | 5e   |

| Athlètes                    | Compétition | Tour préliminaire | Tour préliminaire | 8e de finale         | Quart de finale      | Demi-finale          | Finale / MB          | Rang |
| Athlètes                    | Compétition | Points            | Rang              | Adversaires Résultat | Adversaires Résultat | Adversaires Résultat | Adversaires Résultat | Rang |
| --------------------------- | ----------- | ----------------- | ----------------- | -------------------- | -------------------- | -------------------- | -------------------- | ---- |
| Tai Yu-hsuan Lei Chien-ying | Mixte       | 1317              | 16e               | Corée du Sud D 4 - 5 | Éliminés             | Éliminés             | Éliminés             | 9e   |